# George Taubman Goldie
Sir George Dashwood Taubman Goldie KCMG (20 mei 1846 – 20 augustus 1925) was een Manx imperialistisch ondernemer en bestuurder.

## Vroege leven
Sir George Goldie werd in een voorname militaire familie op het eiland Man geboren in 1846. Zijn vader was John Taubman Goldie-Taubman, luitenant-kolonel en voorzitter van het Manx lagerhuis, en zijn moeder, Caroline Everina, dochter van advocaat John Eykyn Hovenden.
Goldie werd opgeleid aan de Royal Military Academy (Woolwich) en maakte twee jaar deel uit van de Royal Engineers. Een erfenis maakte het mogelijk zijn militaire carrière achter zich te laten. Hij trok naar Egypte en werd er verliefd op een Arabische vrouw. Goldie leefde er tussen de bedoeïenen, leerde Arabisch en ontmoette er pelgrims van het Hausavolk. Dat zou hem later nog van pas komen.
Toen zijn geliefde na drie jaar aan tuberculose stierf, keerde Goldie terug naar het eiland Man. Hij werd er verliefd op Matilda 'Maude' Catherine Elliot en trok met haar naar Parijs. Ze kwamen er vast te zitten door de Pruisische belegering. Om de familie van de schande van hun langdurige ongehuwde samenzijn te vrijwaren huwde het koppel.
Goldies liefdesperikelen en zijn zelfverklaard atheïsme maakte hem het zwarte schaap van de familie. Het belette een loopbaan in de hoogste kringen van de Victoriaanse samenleving. In 1875 kocht de familie Taubman een bijna failliete - rond de rivier Niger opererende - handelsonderneming. George Goldie werd aan het hoofd ervan geplaatst.

## Nigeria
Goldie merkte dat de Britse ondernemingen in de regio ten onder gingen aan de enorme concurrentie. Hij besloot alle ondernemingen opererend rond de benedenloop van de Niger samen te brengen. Hij sloeg daar wonderwel in en tegen 1879 had hij ze samengebracht in de 'United African Company'.
Om de concurrentie met Afrikaanse en Franse belangen en ondernemingen te winnen wenste Goldie het politieke bestuur of gezag over de regio in handen te krijgen, de regio in het Britse Rijk op te nemen. Daartoe richtte hij in 1882 de 'National African Company' op. Hij verhoogde het kapitaal van de onderneming, kocht Franse ondernemers uit en sloot of dwong verdragen met Afrikaanse heersers af.
Op de Koloniale Conferentie van Berlijn, waar Goldie als deskundige optrad, werd het gezag over de regio aan het Britse Rijk toegewezen. De Britse overheid wenste niet voor de kosten op te draaien en gaf het bestuur door middel van een charter in handen van de 'National African Company'. Goldie hernoemde ze tot de 'Royal Niger Company'.
De 'Royal Niger Company' kreeg het volledige monopolie op de handel in de regio. Dit zorgde voor wrevel bij zowel Duitsers als Fransen. Lange tijd maakte de Britse overheid daar geen probleem van vermits het haar niets kostte. In 1895 richtte het echter een onderzoekscommissie op.
Uit vrees dat 'Royal Niger Company' zou bezwijken onder Franse en Duitse druk wilde de nieuwe minister van koloniën, Joseph Chamberlain, het bestuur van de regio uit de onderneming weghalen. Op 1 januari 1900 werd het charter afgekocht. De regio werd opgedeeld in de protectoraten Zuid-Nigeria en Noord-Nigeria en kwam onder Brits bestuur.

## Latere leven
Nadat het bestuur van de regio aan de Britse overheid was overgedragen besteedde Goldie veel tijd aan de Royal Geographical Society waarvan hij sinds 1877 lid was. Hij werd fellow in 1902 en was van 1905 tot 1908 voorzitter. In 1908 werd Goldie verkozen tot 'Alderman' van het 'London County Council', een lokaal mandaat.
Op vragen vanuit de Britse overheid om het bestuur van bepaalde koloniën of protectoraten op zich te nemen, zoals van de British South Africa Company na de dood van Cecil Rhodes, ging Goldie niet meer in. Hij zetelde wel nog in enkele onderzoekscommissies en bestudeerde de situatie in Rhodesië, de militaire voorbereidingen voor de oorlog in Zuid-Afrika en de bezetting van Pretoria, en het omgaan met militaire voorraden na een oorlog.

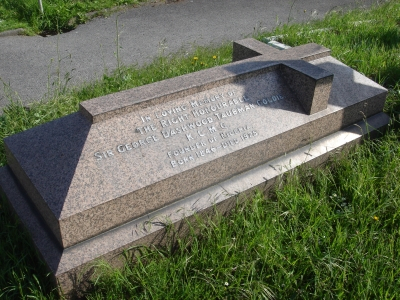
Graf Sir George Goldie

Sir George Goldie leed aan emfyseem en stierf op 20 augustus 1925 te Londen. Hij werd begraven op Brompton Cemetery. Op zijn grafsteen staat 'Founder of Nigeria' (Stichter van Nigeria).

## Erkenning
Goldie was erg op privacy gesteld, weigerde samen te werken met biografen en historici. Hij vernietigde systematisch alle persoonlijke documenten in zijn bezit. Hierdoor bleef hij een minder bekend figuur in de wedloop om Afrika dan Cecil Rhodes of David Livingstone.
In 1887 werd Goldie geridderd in de Orde van Sint-Michaël en Sint-Joris. Hij kreeg toen koninklijke toestemming om het Duits klinkende Taubman uit zijn naam weg te laten en zich Sir George Goldie te noemen.
De universiteiten van Oxford en Cambridge kenden Goldie in 1897 eredoctoraten toe. Een jaar later werd hij in het Privy Council van het Verenigd Koninkrijk opgenomen. In 1906 ontving hij de 'Livingstone Medal'.
De gifslang Pseudohaje goldii werd door George Albert Boulenger naar Sir George Goldie vernoemd.
- International Standard Name Identifier: 0000 0003 9689 3167
- Library of Congress Control Number: no2013116995
- Nationale Bibliotheek van Tsjechië: jx20121105001
- Nederlandse Thesaurus van Auteursnamen: 305269291
- Réseau des bibliothèques de Suisse occidentale: 02-A022791294
- SNAC: w63w4mfh
- Système universitaire de documentation: 160508339
- Virtual International Authority File: 291914843
- WorldCat: E39PBJcwCXWxPhrWydW8cG6BT3